# Liste deutscher Stadtgründungen/16. Jahrhundert
Die Liste deutscher Stadtgründungen im 16. Jahrhundert enthält Orte, die im 16. Jahrhundert gegründet oder erstmals urkundlich erwähnt wurden und später zu Städten wurden.
- 1519 Steinach, erstmals urkundlich erwähnt
- 1552 Weißwasser/Oberlausitz, urk. Ersterwähnung am 8. Mai, Stadtrecht 28. August 1935
- 1527 Oberwiesenthal, geplante Gründung
- 1547 Welzow (Welcze), erste urkundliche Erwähnung[1]
- 1579 Erkner, erste urkundliche Erwähnung
- 1587 Franzburg, urk. Ersterwähnung als Handwerkersiedlung, Stadtprivileg durch Herzog Franz von Braunschweig-Lüneburg
- 1597 Lauscha, Konzession einer Glashütte und Schutzbrief durch Herzog Johann Casimir von Sachsen-Coburg
- 1599 Freudenstadt, Gründung durch Friedrich I., Herzog von Württemberg

## Verleihung der Stadtrechte
Folgende Orte bekamen im 16. Jahrhundert die Stadtrechte verliehen
- 1506 Vellberg
- 1523 Marienberg
- 1527 Suhl
- 1530 Heldrungen
- 1530 Oberwiesenthal
- 1537 Sankt Andreasberg
- 1550 Ottweiler
- 1562 Kaltennordheim
- 1590 Dohna
- 1590 Emmendingen
- 1590 Garding
- 1590 Tönning
- 1590 Schwelm
- 1597 Friedrichroda